# Magic and Loss
Magic and Loss – siedemnasty album Lou Reeda wydany 14 stycznia 1992 przez wytwórnię Sire Records. Nagrań dokonano w kwietniu 1991 w The Magic Shop (Nowy Jork). 

## Lista utworów
1. "Dorita - The Spirit" (L. Reed) – 1:07
2. "What's Good - The Thesis" (L. Reed) – 3:22
3. "Power and Glory - The Situation" (L. Reed, M. Rathke) – 4:23
4. "Magician - Internally" (L. Reed) – 6:23
5. "Sword of Damocles - Externally" (L. Reed) – 3:42
6. "Goodby Mass - In a Chapel Bodily Termination" (L. Reed) – 4:25
7. "Cremation - Ashes to Ashes" (L. Reed) – 2:54
8. "Dreamin' - Escape" (L. Reed, M. Rathke) – 5:07
9. "No Chance - Regret" (L. Reed) – 3:15
10. "Warrior King - Revenge" (L. Reed) – 4:27
11. "Harry's Circumcision - Reverie Gone Astray" (L. Reed) – 5:28
12. "Gassed and Stoked - Loss" (L. Reed, M. Rathke) – 4:18
13. "Power and Glory, Part II - Magic - Transformation" (L. Reed, M. Rathke) – 2:57
14. "Magic and Loss - The Summation" (L. Reed, M. Rathke) – 6:39

## Skład
- Lou Reed – śpiew, gitara, gitara akustyczna
- Mike Rathke – gitara
- Rob Wasserman – gitara basowa
- Michael Blair – perkusja, instr. perkusyjne, dalszy śpiew
- Roger Moutenot – śpiew wspierający
- Little Jimmy Scott – śpiew wspierający

produkcja
- Lou Reed – producent
- Mike Rathke – producent